# Nature Nanotechnology
Nature Nanotechnology — научный журнал, издаваемый Nature Publishing Group с 2006 года и посвящённый последним достижениям в нанотехнологиях.
В 2012 году журнал обладал импакт-фактором 31,170, что является наибольшим значением для журналов в области нанотехнологий.

## О журнале
Журнал публикует статьи, посвящённые последним достижениям нанотехнологий. Основные направления исследований, представленные в журнале, включают в себя:
- Углеродные нанотрубки и фуллерены
- Компьютерные нанотехнологии
- Электронные устройства
- Опасности для экологии, здоровья и безопасности
- Молекулярные двигатели и моторы
- Самосборка молекул
- Нанобиотехнологии
- Наножидкости
- Наномагнетизм и спинтроника
- Наноматериалы
- Наномедицина
- Нанометрология и приборостроение
- Наночастицы
- Наносенсоры и другие устройства
- Наноэлектромеханические системы (НЭМС)
- Органо-неорганические наноструктуры
- Фотонные структуры и устройства
- Квантовая информация
- Структурные свойства
- Обработка изображения поверхностей
- Синтез и производство